# 蓮乗寺 (長野市)
蓮乗寺（れんじょうじ）は、長野県長野市松代町松代にある日蓮宗の寺院。旧本山は身延山久遠寺。かつては海津城の土地にあったが、築城の際に現在の地に移った。現在の本堂は1891年（明治24年）再建された。
海津城主の須田氏や佐久間象山、和田英、画家樋畑翁輔の墓所がある。

## 歴史
文永8年（1271年）と文永11年（1274年）に立正大師日蓮が宿泊した久龍源吾の邸の持仏堂が起源。天文22年（1553年）山本勘助が海津城の築城にあたり現在地に移転した。

## 旧末寺
日蓮宗は昭和16年（1941年）に本末を解体したため、現在では、旧本山、旧末寺と呼びならわしている。
- 栄久山原立寺（長野市妻科）
- 甘利山鈴泉寺（中野市中央）